# Saarland op het Bundesvision Song Contest
Saarland is een van de zestien Duitse deelstaten die deelnemen aan de Bundesvision Song Contest.

## Overzicht
Saarland is een van de slechtst presterende deelstaten op de Bundesvision Song Contest. De eerste zeven jaar was de tiende plek van Klee in 2005 de beste prestatie. In 2008 eindigde Casino Zero  met Gib mir einen Blick ook nog eens op een gedeelde laatste plek. In 2012 werd eindelijk eens een mooi resultaat geboekt. Horst & Monika van Die Orsons feat. Cro eindigde op de vijfde plaats. Ook een jaar later eindigde Saarland op de vijfde plaats.

## Deelnames
| Jaar | Artiest                           | Lied                                        | Plaats | Punten | Taal            |
| ---- | --------------------------------- | ------------------------------------------- | ------ | ------ | --------------- |
| 2005 | Klee                              | Gold                                        | 10     | 37     | Duits           |
| 2006 | Reminder                          | Augen zu (und rein)                         | 13     | 17     | Duits           |
| 2007 | B-Stinged Butterfly               | Liebe                                       | 12     | 17     | Duits           |
| 2008 | Casino Zero                       | Gib mir einen Blick                         | 15     | 12     | Duits           |
| 2009 | P-lot                             | Mein Name ist                               | 14     | 21     | Duits           |
| 2010 | Mikroboy                          | Nichts ist umsonst                          | 15     | 12     | Duits           |
| 2011 | Pierre Ferdinand et les Charmeurs | Ganz Paris ist eine Disco                   | 11     | 17     | Duits en Frans  |
| 2012 | Die Orsons feat. Cro              | Horst & Monika                              | 5      | 92     | Duits           |
| 2013 | DCVDNS                            | Eigentlich wollte Nate Dogg die Hook singen | 5      | 91     | Duits en Engels |
| 2014 | Inglebirds                        | Getti                                       | 14     | 12     | Duits           |
| 2015 | PerDu                             | Lange nicht getanzt                         | 12     | 15     | Duits           |

Baden-Württemberg · Beieren · Berlijn · Brandenburg · Bremen · Hamburg · Hessen · Mecklenburg-Voor-Pommeren · Nedersaksen · Noordrijn-Westfalen · Rijnland-Palts · Saarland · Saksen · Saksen-Anhalt · Sleeswijk-Holstein · Thüringen